# Pardiñas de Abajo
Pardiñas de Abajo (llamado oficialmente Pardiñas de Abaixo) es un lugar español situado en la parroquia de Muniferral, del municipio de Aranga, en la provincia de La Coruña, Galicia.

## Demografía
| Gráfica de evolución demográfica de Pardiñas de Abajo entre 2000 y 2018 |
|                                                                         |
| Datos según el nomenclátor publicado por el INE.                        |